# HD 140283
HD 140283是一顆位於天秤座的貧金屬次巨星，距離地球190光年。最近的研究顯示該恆星相當古老，並且形成於大爆炸之後不久（普朗克卫星觀測資料測定宇宙年齡為137.98 ± 0.37億年），可能是目前已知宇宙中最古老的恆星，因此有「瑪土撒拉星」（Methuselah star）的別稱。

## 恆星狀況
HD 140283的視星等7.223，它是幾乎由氫和氦組成的貧金屬恆星，它的鐵含量低於太陽的1%。

## 相關研究與意義
該恆星在超過一個世紀以前就為天文學家所知道，但直到近年的研究才確認它的年齡。一組由霍華德·邦德帶領的宾夕法尼亚州立大学天文學家於2003到2011年間使用哈伯太空望遠鏡的資料對該恆星進行研究。該團隊計算HD 140283的年齡是144.6 ± 8億年。因為這個值的不確定性，該結果並未違反威尔金森微波各向异性探测器探測資料確認的年齡137.7 ± 0.6億年。但這顆恆星「必定形成於大爆炸之後不久」，因此被認為是宇宙中目前已知最古老的恆星。天文學家可以透過分析該恆星的狀況，例如光譜、組成和光度以確認HD 140283的年齡。它極低的金屬量暗示了它相當古老，一般來說年老恆星的金屬量都低於年輕恆星。恆星的光度也可以幫助天文學家確認恆星的年齡，在這裡HD 140283這顆古老恆星已經幾乎耗盡了核心內的氫，並且光度正轉換到代表年老恆星的強度。然而，恆星的光度只能在知道該恆星與地球的距離已知時才能確定。在邦德的團隊研究HD 140283以前，該恆星的距離並未被精確量測過。邦德的團隊以哈伯太空望遠鏡的資料分析後確認它與地球的精確距離大約是190光年。精確測定像HD 140283這類貧金屬恆星的年齡可以確定可能的宇宙年齡下限。對該恆星的研究也可以幫助天文學家了解宇宙的早期歷史。HD 140283這顆金屬量極低，但並非毫無金屬的恆星代表它是宇宙中的第二代恆星。一般認為宇宙中的第一代恆星應該在大爆炸後數百萬年形成，並且壽命僅有數百萬年，最後以超新星結束生命。HD 140283這樣的第二代恆星理論上必須要等到更早的恆星超新星爆炸時加熱的氣體冷卻並聚集後才能誕生。HD 140283的年齡代表氣體冷卻時間可能只有數千萬年。